# Arboga (đô thị)
Đô thị Arboga (tiếng Thụy Điển: Arboga kommun) là một đô thị ở hạt Västmanland của Thụy Điển. Thủ phủ là thị xã Arboga.